# Souris de Californie
Peromyscus californicus
Espèce
Statut de conservation UICN

 LC  : Préoccupation mineure
La Souris de Californie (Peromyscus californicus) est une espèce de rongeurs de la famille des Cricétidés. C'est un rongeur qui habite naturellement depuis le nord du Mexique jusqu'en Californie. Aux États-Unis, cette espèce est la plus grande du genre Peromyscus,.

## Description de l'espèce
La Souris de Californie a une petite taille d'entre 22 et 28,5 cm de long. La queue est particulièrement longue par rapport à son corps, elle mesure entre 11,7 et 15,6 cm. La fourrure de cette espèce est marron avec quelques poils noirs tandis que la partie ventrale a une couleur plutôt blanche. La formule dentaire de ce rongeur est 1003/1003.

## Répartition et habitat
Elle vit uniquement dans le sud de la Californie (États-Unis) et dans la Basse-Californie (Mexique). On la trouve dans le Chaparral et dans les zones boisées de conifères et de chênes.

## Liste des sous-espèces
Selon NCBI (18 mars 2016) :
- sous-espèce Peromyscus californicus insignis